# Veoh
Veoh is een Amerikaanse internettelevisie-dienst waar gebruikers video's van zowel de studio's, onafhankelijke producties als eigen bijdragen konden bekijken. Vanwege rechtenkwesties was het alleen mogelijk om de dienst in de Verenigde Staten te gebruiken.
Veoh werd in 2003 opgericht door Dmitry Shapiro en een eerste testversie kwam in 2005 online. In februari 2007 kwam de eerste definitieve versie beschikbaar. In Veoh is ongeveer 70 miljoen dollar geïnvesteerd. Ondanks eerdere toezeggingen werden de video's op Veoh in mei 2008 ook buiten de Verenigde Staten beschikbaar gesteld. Dit had een rechtszaak tot gevolg tegen Universal Music Group over de rechten buiten de Verenigde Staten. In 2008 kreeg de website veoh.com 17 miljoen unieke bezoekers.
Door de rechtszaak en het feit dat de dienst niet winstgevend was geworden, werd in februari 2010 bekend dat veoh failliet is.